# Newtownbutler
Newtownbutler (an Baile Nua in gaelico irlandese) è un villaggio dell'Irlanda del Nord, situato nella contea di Fermanagh.